# Ctenus modestus
Ctenus modestus är en spindelart som beskrevs av Simon 1897. Ctenus modestus ingår i släktet Ctenus och familjen Ctenidae. Inga underarter finns listade i Catalogue of Life.